# 安多地区
安多（藏語：ཨ༌མདོ།，威利转写：a mdo，藏语拼音：Amdo），源自藏族传统文化，是藏地的區劃之一，常与衛藏和康区并列。安多位于青藏高原，其範圍大致相當於今中华人民共和国青海省的海北、海南、黃南、果洛、海西五個藏族自治州，甘肅省的甘南藏族自治州和四川省的阿坝藏族羌族自治州北部。

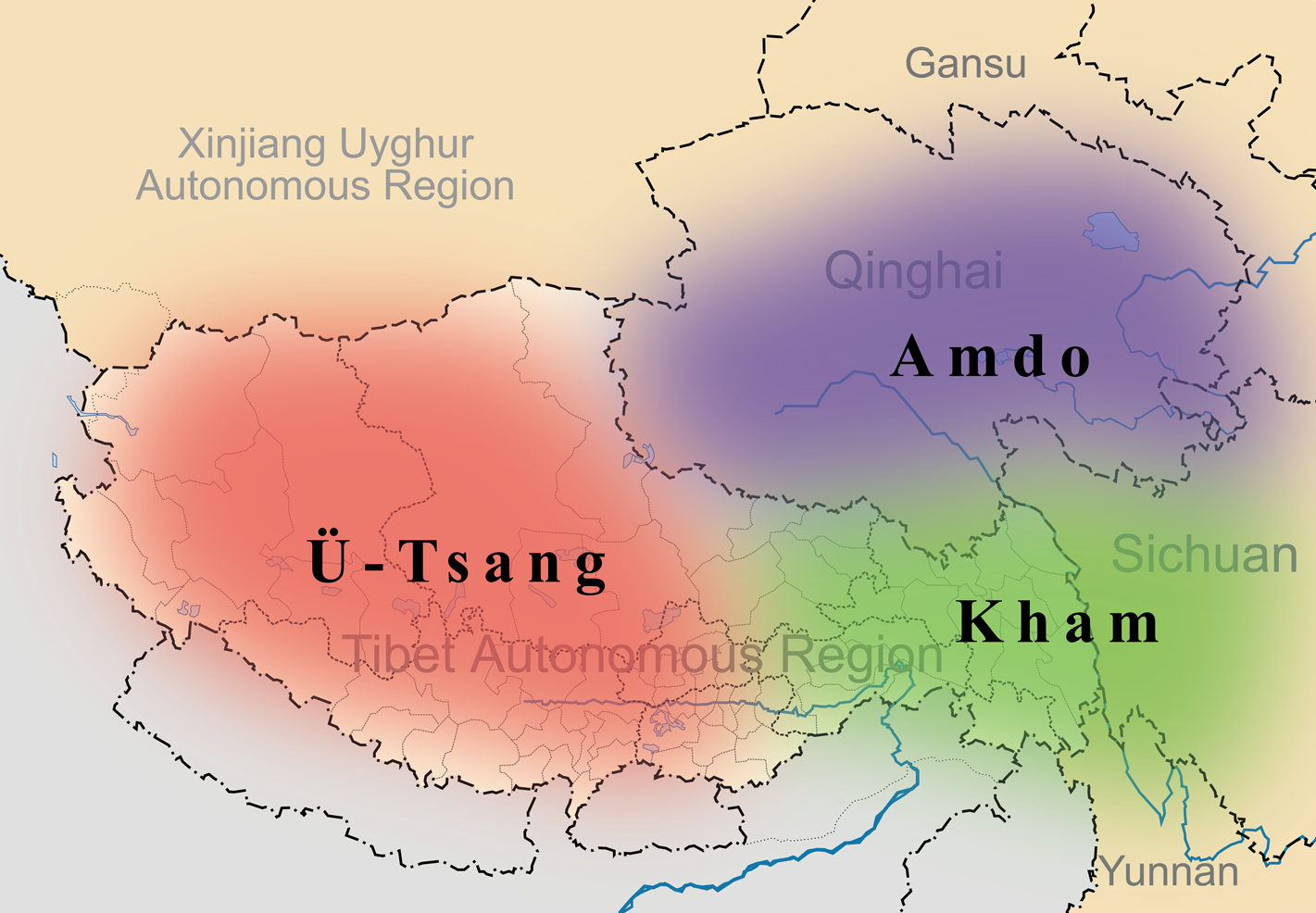
藏区傳統分區：衛藏（紅）、安多（紫）、康區（綠）

## 释义
安多又称为多麥（藏語：མདོ་སྨད།，威利转写：mdo smad），意思是朵甘思的上部（北部）。在元朝时期译为朵思麻或脫思麻。
安多与康区形成一个更大的地区，在吐蕃王朝时期称爲多康（藏語：མདོ་ཁམས།，威利转写：mDo Khams），又譯朵甘斯、朵甘，意思是匯合的区域；在元朝称为朵甘思。

## 文化

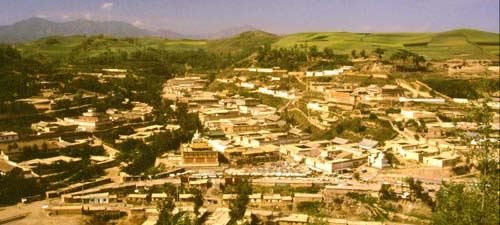
安多的塔尔寺

在安多，最有名的寺院是拉卜楞寺（甘肃省），瞿昙寺和塔尔寺（青海省）。
安多地區主要通行藏語安多方言，地区名称由此而来。藏文是根據近古藏語的發音書寫，所以不受方言影響，藏區各地都一樣。

## 历史
在吐蕃帝国兴起之前，安多为苏毗、吐谷浑等国的地区，后都被吐蕃吞并。吐蕃崩溃之后，吐蕃王室末裔唃厮啰在安多建立宗喀国。
元朝建立后，在朵思麻設立脫思麻路軍民萬戶府，秩正三品，归吐蕃等處宣慰使司都元帥府管辖，隶属于宣政院。
1642年，固始汗率部进入安多，建立和硕特汗国。固始汗被五世达赖喇嘛授予“护教法王”的称号。自此蒙古人开始迁入青海湖一带。1723年雍正帝征服青藏高原后，对藏区实行分治。规定青海蒙古人在黄河以北游牧，藏人在黄河以南游牧。同时改西宁卫为西宁府，由甘肃省管辖。设置青海办事大臣，总理青海蒙古诸旗、番人（藏族）事务。自此，藏人传统的安多地区被从西藏地方划出，成为青海地区，由满清朝廷派驻的军政长官西宁办事大臣管理。
中华民国成立后，以安多地区设置青海省。中华人民共和国成立后沿袭了这一行政区划。